# هان داك سو
هان داك سو (هانغل: 한덕수؛ من مواليد 18 يونيو 1949) هو دبلوماسي وخبير اقتصادي وسياسي كوري جنوبي شغل منصب القائم بأعمال رئيس كوريا الجنوبية منذ 14 ديسمبر 2024 ورئيس وزراء كوريا الجنوبية الثامن والأربعين منذ مايو 2022. وهو خامس شخص يتولى منصب رئيس الوزراء مرتين، حيث شغل سابقًا منصب رئيس الوزراء الثامن والثلاثين في عهد الرئيس روه مو هيون من عام 2007 إلى عام 2008. كما شغل منصب سفير لدى الولايات المتحدة من عام 2009 إلى عام 2012 ورئيس رابطة التجارة الدولية الكورية من عام 2012 إلى عام 2015.